# Щепан Твардох
Щепан Лех Твардох (пол. Szczepan Lech Twardoch, 23 грудня 1979, Жерниця) — польський письменник-фантаст, автор реалістичних творів та публіцист, за освітою соціолог. За етнічним походженням є сілезцем. Щепан Твардох є лауреатом низки польських та європейських літературних премій.

## Біографія
Щепан Твардох народився у селі Жерниця тогочасного Катовіцького воєводства. Він здобув фах соціолога і філософа на Міжнародних індивідуальних гуманітарних навчальних студіях при Сілезькому університеті у Катовицях. після закінчення навчання працював на різних посадах, зокрема займався торгівлею раритетною холодною зброєю, працював представником видавництва, журналістом у газетах «Gazeta Wyborcza» і «Rzeczpospolita». Далі Твардох працював редактором журналу «Christianitas», а також фейлетоністом видань «Polityka» і «Wysokie Obcasy Extra». У цих виданнях він і розпочав публікувати свої літературні твори з 2003 року. Після початку літературної діяльності Щепан Твардох став професійним літератором, живе у селі Пільховіце Сілезького воєводства.

## Літературна творчість
У 2003 році опубліковане перше оповідання Щепана Твардоха «Ґміна» (пол. Gmina). У 2007 році опублікований перший роман письменника «Штернберг» (пол. Sternberg). У цьому ж році опубліковано короткий роман Твардоха «Епіфанія вікарія Тшаски» (пол. Epifania wikarego Trzaski), за який наступного року письменник отримав срібну відзнаку премії імені Єжи Жулавського. У 2010 році опублікований роман письменника «Вічний Грюнвальд» (пол. Wieczny Grunwald), який написаний в жанрі альтернативної історії, став у Польщі літературним відкриттям, та який наступного року отримав спеціальну відзнаку премії імені Єжи Жулавського. У 2012 році вийшов друком роман Твардоха «Морфій» (пол. Morfina), у якому описуються душевні переживання громадянина Польщі, який є наполовину німцем та наполовину сілезцем за походженням, який не може знайти свого місця в житті після початку Другої світової війни та окупації Польщі Німеччиною. Цей роман також був номінований на низку польських та європейських літературних премій. У 2014 році опублікований роман письменника «Драх» (пол. Drach, сіл. Drach, сілезькою мовою слово означає «дракон»), у якому розповідається про життя двох родин у Сілезії на фоні історичних подій ХХ століття. У 2016 році виходить друком наступний роман Твардоха «Король» (пол. Król), у якому описується життя боксера, польського єврея, у 30-х роках ХХ століття. У 2018 році вийшло продовження цього роману — роман «Королівство» (пол. Królestwo).

## Премії та відзнаки
У 2008 році короткий роман Щепана Твардоха «Епіфанія вікарія Тшаски» отримав срібну відзнаку премії імені Єжи Жулавського. У 2006 році його оповідання «Рондо на друкарській машині, папір і олівець» (пол. Rondo na maszynę do pisania, papier i ołówek) отримало премію «Наутилус» за краще оповідання. У 2013 році Щепан Твардох отримав премію Паспорт «Polityki» за роман «Морфій», за цей роман він номінувався на літературну нагороду «Ніке», та став її переможцем за вибором читачів, роман також номінувався на Літературну премію Гдині, а також на Європейську книжкову премію. У 2014 році роман Твардоха «Драх», яка також номінувалась на премію «Ніке», також отримала берлінську літературну премію «Міст». У 2015 році письменник отримав Премію Фундації ім. Косцєльських. У 2017 році роман Твардоха «Король» номінувався на Літературну премію Гдині. У 2019 році Щепан Твардох отримав Літературну премію імені Самуеля Богуміла Лінде.

## Політичні погляди
Щепан Твардох є прихильником автономії Сілезії, не вважає себе поляком, та критикує владу сучасної Польщі за утиски сілезького автономістського руху, після цих висловлювань прокуратура Польщі відкрила провадження щодо письменника за «публічну образу Польської Республіки».

### Відношення до України
Від початку війни з Росією Твардох послідовно і публічно підтримував Україну, а з початком вторгнення почав активно допомагати українцям. Окрім низки публікацій у німецьких виданнях з адвокатуванням української позиції, письменник також збирає і скеровує в Україну матеріальну допомогу.

## Звинувачення у плагіаті
Після виходу в світ роману Щепан Твардох «Король» письменника звинуватили у плагіаті, вважаючи, що сюжет свого роману Твардох запозичив з роману алжирського франкомовного письменника Ясміна Хадра «Ангели помирають від наших ран» (фр. Les anges meurent de nos blessures), який був опублікований за три роки до виходу в світ роману польського письменника у 2013 році. Подібність сюжету обох романів полягає у тому, що дія обох відбувається у 30-х роках ХХ століття, героями обох із них є боксери, що походять із бідних родин, відмінним лише є те, що в романі алжирського письменника герой походить із міських нетрів, а герой роману Твардоха є польським євреєм. На звинувачення польський письменник відповів, що всі збіги в романах є випадковими, і пояснюються тим, що дія романів відбувається в один час, і тому для дотримання історичної достовірності події цієї епохи повинні описуватись однаково в обох романах.

## Вибрана бібліографія

### Романи
- Штернберг (пол. Sternberg, 2007)
- Епіфанія вікарія Тшаски (пол. Epifania wikarego Trzaski, 2007)
- Перемир'я (пол. Przemienienie, 2008)
- Холодне узбережжя (пол. Zimne wybrzeża, 2009)
- Вічний Грюнвальд (пол. Wieczny Grunwald, 2010)
- Морфій (пол. Morfina, 2012)
- Драх (пол. Drach, 2014)
- Король (пол. Król, 2016)
- Королівство (пол. Królestwo, 2018)
- Pokora. Krakau: Wydawnictwo Literackie 2020.
- Холод (пол. Chołod), Wydawnictwo Literackie 2022[21]
- Powiedzmy, że Piontek (2024)

### Збірки
- Божевілля ротмістра фон Егерна (пол. Obłęd rotmistrza von Egern, 2005)
- За правом вовка (пол. Prawem wilka, 2008)
- Так добре (пол. Tak jest dobrze, 2011)
- Балада про одну панянку (пол. Ballada o pewnej panience, 2017)

### Есе, довідники і публіцистика
- Ігри зі зброєю (пол. Zabawy z bronią, 2009)
- Визнання провінціала (пол. Wyznania prowincjusza, 2010)
- Мистецтво життя для чоловіків (пол. Sztuka życia dla mężczyzn, 2013, у співавторстві з Пшемиславом Боцьонгою)[22]
- Кити й нічні метелики (пол. Wieloryby i ćmy, 2015)
- Краще б ти там помер (пол. Lepiej byś tam umarł, 2017, у співавторстві з Мамедом Халідовим)
- Як я не став поетом (пол. Jak nie zostałem poetą, 2019)

## Переклади українською
- «Морфій». — Харків: Фабула, 2018. Переклав Остап Українець
- «Король». — Харків: Фабула, 2020. Переклав Остап Українець
- «Покора». — Харків: Фабула, 2024. Переклав Остап Українець
- «Холод». — Харків: Фабула, 2025. Переклала Наталія Данилюк